# Karcag
Karcag (korábbi névalakjai: Karczagújszállás vagy Karczag) város Jász-Nagykun-Szolnok vármegyében, a karcagi járás központja, a Nagykunság földrajzi, történeti és néprajzi kistáj legnépesebb települése. 36 863 hektáros kiterjedésével a vármegye legnagyobb közigazgatási területű városa, határának kiterjedése majdnem kétszerese a vármegyeszékhely, Szolnok 18 724 hektáros területének.

## A név eredete
A település nevét a karcagi származású Németh Gyula turkológus-nyelvész fejtette meg 1922-ben. A név eredetijét adó szó – qarssaq – eszerint török eredetű, eredetileg pusztai rókát jelentett.
A napjainkban is használt településnév egytagú személynév eredetű földrajzi név. A település valószínűleg az egykori azonos nevű tulajdonosáról kapta a nevét, aki 1330 körül még élhetett; tőle származhattak e vidék kunkapitányai. Unokái, mint Bortohma és Fábiánsebestyén kunkapitányai 1400-ban váltották magukhoz a Karcag határába olvadt Hegyesbort. Karcag szállása nem ott volt, ahol ma a település épületei találhatóak: „Karcag telke” korábban a vasútállomás és a 4-es főút közötti részen feküdt.
Karcag első neve tehát Karcagtelke lehetett; a középkori község elnéptelenedése után a település még valamikor 1506 előtt immár Karcagújszállás néven a mai református templom körül éledt újjá. Nevének írásmódja többször változott, de 1879-ig megőrizte a kettős szóösszetételt, ami időnkénti elnéptelenedésre, majd újratelepedésre utal. Később Kardszag, Karczag, majd a 20. század közepe óta Karcag néven szerepel.

## Fekvése
Az Alföldön, a Közép-Tiszavidék síkságán fekszik, Jász-Nagykun-Szolnok vármegye legkeletibb települése; Szolnok és Debrecen városoktól egyaránt körülbelül 60-60 kilométerre helyezkedik el. Északi és keleti határszélén a Hortobágy-Berettyó csatorna húzódik, ez az egyetlen komolyabb folyóvize.
A szomszédos települések: észak felől Kunmadaras és Berekfürdő Jász-Nagykun-Szolnok vármegyei községek; északkelet felől a Hajdú-Bihar vármegyei Nádudvar, kelet felől pedig a szintén hajdú-bihari Püspökladány városok; délkelet felől a Békés vármegyei Bucsa, dél-délnyugat felől Kisújszállás, nyugat felől pedig Kunhegyes. Közigazgatási területe nyugat-délnyugati irányban egy ponton érintkezik Kenderes határszélével, és nincsen sok híja annak, hogy nem szomszédos a fentieken felül még Ecsegfalva Békés vármegyei községgel is.
Kenderes és Kisújszállás városokkal, valamint Kunmadaras nagyközséggel és Berekfürdő községgel együtt alkotja a Karcagi járást, amelynek székhelye.
Karcag a mintegy 67.300 holdas, (368,63 km2-es) kiterjedésű határával Budapest, Hódmezővásárhely, Debrecen és Hajdúböszörmény mögött az ország ötödik legnagyobb területű városa.

## Megközelítése

### Közút
A város területén, központjának déli szélén végighalad, nagyjából délnyugat-északkeleti irányban a Budapesttől Záhonyig vezető 4-es főút, ez a legfontosabb közúti megközelítési útvonala Budapest-Szolnok és Nyíregyháza-Debrecen irányából is.
A környék települései közül Kunmadarassal a 3401-es, Kunhegyessel a 3403-as, Bucsával és Füzesgyarmattal a 4206-os út köti össze. A nyugati városrészt a központtal és a 4-es főúttal a 34 103-as út köti össze, Tilalmas külterületi városészbe pedig a 34 101-es út vezet a városközpontból.
Az ország távolabbi, északi részei irányából a 3-as főútról Füzesabonynál letérve a 33-as, majd Tiszafüredtől a 34-es főutakon, Kunmadarastól pedig a 3401-es úton közelíthető meg.
A város buszpályaudvaráról a Jász-Nagykun-Szolnok vármegyei települések és a vármegyeközpont mellett, elsősorban a szomszédos vármegyeközpontok (Eger, Békéscsaba, Debrecen, Miskolc, Szeged), a térség távolabbi, nagyobb városai (pl. Ózd stb.) közvetlen buszjárattal a főváros (Budapest) is elérhető , valamint a jelentősebb idegenforgalmat vonzó alföldi tájak és települések (Tisza-tó, Szarvas stb.) érhetők el autóbusszal. A szélesen elterülő településnek természetesen helyi autóbusz-közlekedése is van.

### Vasút
A város területén, nagyjából nyugat-keleti irányban végighúzódik a MÁV 100-as számú (Budapest-Nyugati-)Budapest–Záhony-vasútvonala, ez jelenti a legfontosabb vasúti kapcsolatát a vonal által érintett települések mindegyikével. A vonalból itt ágazik ki észak felé a 103-as számú Karcag–Tiszafüred-vasútvonal, amely az északabbi országrészekkel biztosít kötött pályás közlekedési kapcsolatokat. A vonalon 2023. augusztus 1-én leállították a vasúti személyszállítást. Karcag Püspökladányon át kapcsolódik (a Püspökladány–Biharkeresztes-vasútvonalon) Biharkeresztesre és onnan Románia felé továbbhaladó vonalakhoz.
Karcag vasútállomás a város déli szélén helyezkedik el, a 100-as vonal jelenlegi állomásainak viszonylatában Kisújszállás vasútállomás és Püspökladány vasútállomás között; közúti elérését a 4206-os útból kiágazó 34 302-es számú mellékút biztosítja. A 100-as vonal korábbi, már megszűnt megállóhelyei közül Karcag területén üzemelt (a Kisújszállás felé eső vonalszakaszon) Karcagi puszta megállóhely és (a Püspökladány felé eső szakaszon) Apavára megállóhely is; a 103-as vonalnak pedig négy megállási pontja is volt a város határai között, a nagyállomáson felül. Ezek sorrendben: Karcag-Vásártér megállóhely a város nyugati szélén, Karcag Ipartelep megállóhely és Cserhát megállóhely a Kunmadarasra vezető út mentén, valamint Berekfürdő megállóhely a város északi határszélén; ma már egyik megállóhely sem üzemel.

## Városrészei

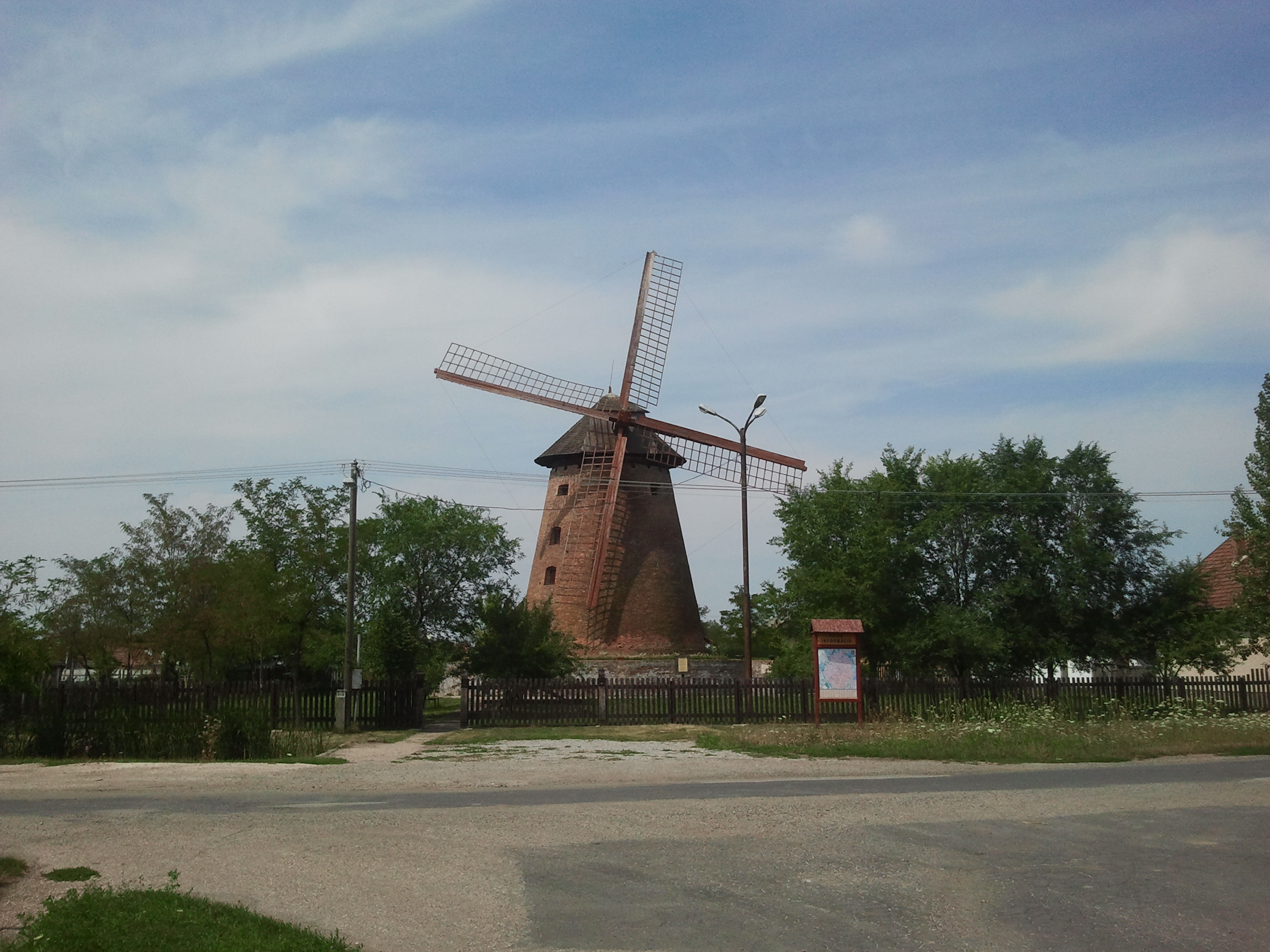
Karcagi szélmalom

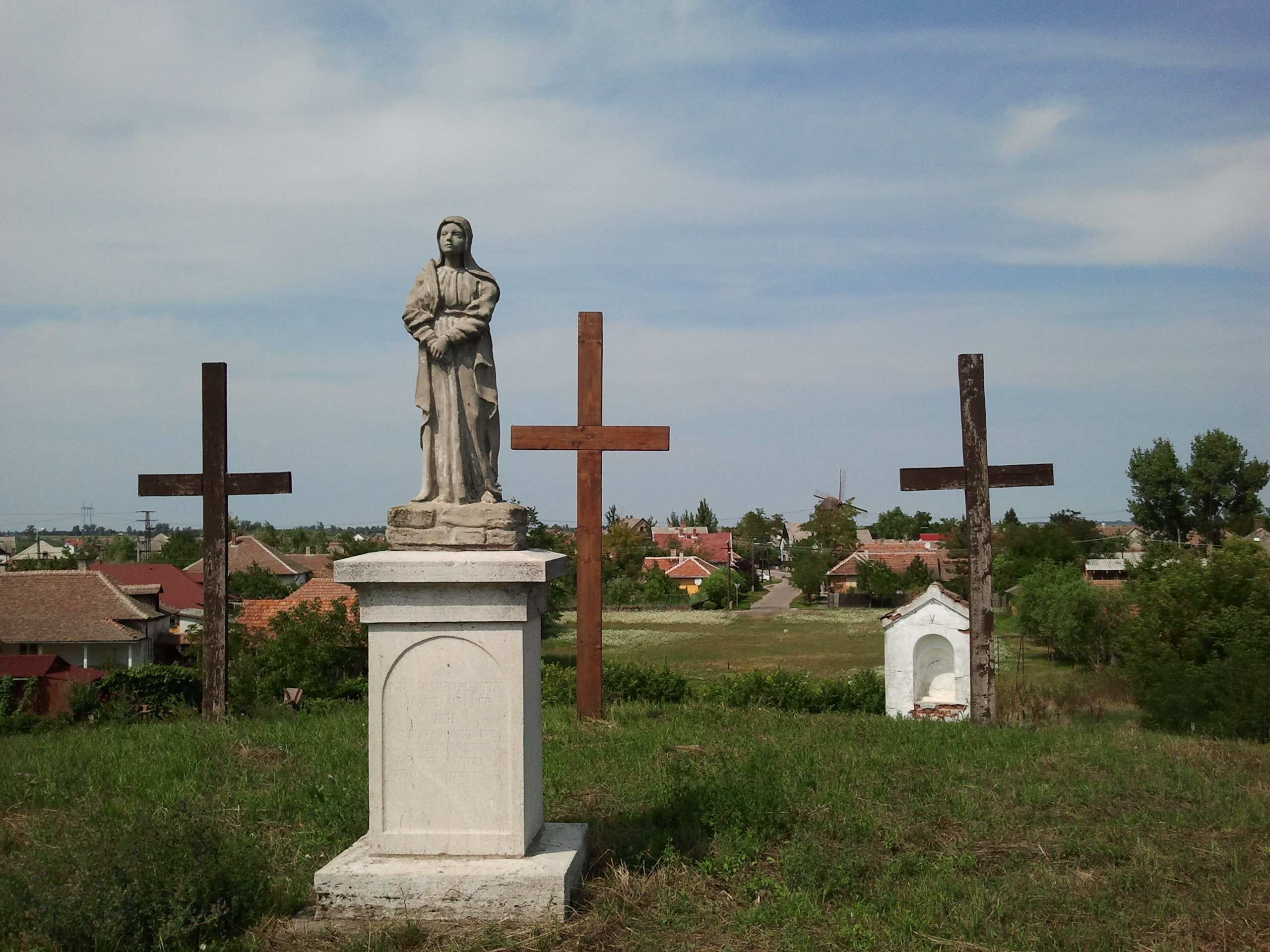
Karcagi kálvária

- Belváros
- Nagyvénkerti lakótelep
- Északi újtelep
- Fanzug
- Pernyészug
- Katolikus város
- Rétoldal
- Ipartelep (volt laktanya)
- Ipartelep
- Ipari Park
- Déli külváros
- Kisföldek
- Kertváros

### Kertvárosi részek
- Agyagos kert
- Tilalmas
- Sáfránylóger
- Nagyvénkert
- Kisvénkert
- Zugkert
- Zuglóger
- Tégláskert
- Komiszkert
- Partoskert
- Völgyeskert
- Kurtakert
- Rokkantkert
- Kertvárosi dűlő
- Magyarkai dűlő

## KSH Népszámlálás 1990-2023 főbb előzetes adatai
| Évek | Népesség |
| ---- | -------- |
| 1990 | 23 828   |
| 2001 | 22 918   |
| 2011 | 20 854   |
| 2022 | 18 559   |
| 2023 | 18 495   |

## Története
A magyar Alföld tiszántúli területén fekvő Nagykunság – földrajzi kistáj – , amelyből 67 ezer katasztrális hold Karcag város bel- és külterülete, a történeti időkben (neolit, rézkor, bronzkor, vaskor, Árpád-kor) számos népcsoportnak (szarmata, kelta, avar, magyar, kun stb.) jelentett szálláshelyet, amint ezt a régészeti lelőhelyek bizonyítják Az egymást váltó népek sorában a honfoglaló magyarok is birtokba vették a területet. Például Üllő-laposa esetleg Árpád egyik fiának, Üllőnek, Hegyesbor a Szent István-kori Bor birtokos nevét őrizheti. Árpád-kori település volt Asszonyszállás, Bolcsatelek (a mai Bócsa), Hatház, Orgondaszentmiklós, Apavára, Kápolnatelek, s talán Magyartelek és Karcagtelke. A települések egy része azonban nem élte meg a tatárjárást, vagy akkor pusztult el. Karcag területét az 1239-1246 között betelepült Ulas nemzetségbeli kunok foglalták el. A török népek kipcsak ágához tartozó kunok IV. Béla királlyal előnyös szerződést kötöttek. A feudális anarchiával küzdő és külső (tatár) támadástól tartó király szövetséget kötött a kunokkal, akikben a véderő fokozását látta. Cserébe nemzetségszervezetük és szokásaik gyakorlását engedélyezte, valamint bizonyos kiváltságokat és önállóságot adott a közösségnek. IV. (Kun) László király — a pápa akaratát teljesítve — a kun törvényekben a letelepedést szorgalmazta. Így kunok a 13-14. században téli szállásaikon fokozatosan kialakították állandó telephelyeiket, amelyek határában a pásztorkodás mellett a földművelés is egyre nagyobb szerepet kapott. Az eredetileg vérségi alapon szerveződött és irányított kun népesség letelepedésével fokozatosan területi szervezetté alakult (pl. Kolbáz-szék). A 15. században már több telephelyen (Asszonyszállás, Magyarszállás, Orgondaszentmiklós, Ködszállás, Karcagújszállás) a templom adott helyet a vallásgyakorláshoz, ami a kereszténység felvételét jelentette. 1513-ban a váradi püspökség jószágkormányzója tiltakozásából tudjuk, hogy a karcagújszállási kunok a környező pusztákat is – Hegyesbor, Bolcsatelek, Magyartelek, Törökbor, Hatház, Boregyháza, Péntektelke, Kápolnatelek – elfoglalták. Selmeczi László asszonyszállási és orgondaszentmiklósi ásatásai a 15., utóbbi esetben 12-13. században épült templommal és a körülötte fekvő temetővel egy utcás falvakat mutatnak. A telkeken a korábbi életmódra utaló építmény (jurta) mellett az alföldi háztípus (háromosztatú ház) a fokozatos asszimilálódás folyamatára utal. A magyar és kun szállások szomszédsága a mindennapi életben való érintkezés folytán hozzájárult a kunok asszimilálódásához is. Ennek része volt az összeházasodás. Az exogámiára való hajlam (más településről hozott házastárs) és az idegen munkaerő alkalmazása (a föld megművelésben, pásztorkodásban) hozzátartozott a mindennapi életvitelükhöz.
A kunok katonáskodási kötelezettsége is elősegítette az asszimilálódási folyamatot. Ez azonban több szempontból is fontos tényező:
1. ) a hadjáratokban a mindenkori király oldalán harcoló kun férfiak vérvesztesége csökkentette a letelepedő kun népesség számát;
2. ) a háborúkban szerzett és hazahurcolt foglyok a gazdálkodás élőmunkaerejét gyarapították;
3. ) a külön hadi egységük és harcmodoruk hosszabb időre biztosította nemzetségi szervezetük fennmaradását, amelyben a nemzetségfő, kapitány tisztség – bár átalakulva, de – biztosította a feudális államban is alapjaiban vérségi kapcsolatokra épülő szállások, faluközösségek működését.
4. ) A hadászati szerep (kun alakulatok, a nyögérség=királyi testőrség) erősítette a kun tudatot, ezzel is bizonyítva a kiváltságok, az önállóság megőrzését.

A kun haderő szerepe később csökkent, egyre inkább a katonáskodást pénzbeli megváltásra cserélték. A társadalmi különbözőségek pedig nőttek a tehetősebb (vezető) családok és a szegények között.
A középkorban bekövetkezett asszimiláció a vallás- mellett a nyelvváltás és az életmód, kultúra fokozatos átalakulását hozta magával. Egyes nyelvemlékek, kulturális elemek azonban évszázadokon át megőrizték keleti jellegüket és napjainkig részét képezik a nagykunsági kultúrának (földrajzi nevek, ragadványnevek, kuntudat, származástudat, magatartás: büszkeség, önállóság, tárgyi kultúra: pásztorkodás, táplálkozás stb.).
A 16. században a török hadjáratok során többször menekülésre kényszerült a lakosság. Ennek ellenére a kun falvak népessége számottevő. A szolnoki vár eleste után a török defter a mai Karcag határában hét falut ír össze templommal és 255 házzal. Lakóira kiveti az adót. A népesség állandó mozgásban van ekkor: egyik szállásról átköltöznek a másikra, pusztákat hagynak el vagy éppen ellenkezőleg, foglalnak el. Egyes főurak országos nemességi rangba lépve területüket kiszakíttatják a Nagykunságból. A 17. századi bizonytalan lét és hozzájárult ahhoz, hogy az új eszmei áramlat hamar táptalajra talált. A karcagiak — a többi nagykun település lakóival együtt — a reformáció híveivé váltak. 1633-ban templomukhoz tornyot építettek, amibe 1636-ban harangot vásároltak. Lelkészeik 1635-től megszakítás nélkül szolgáltak a településen. A későbbi templomuk építéséhez 1743-ban kezdtek hozzá. A Túri Református Egyházmegyébe tagozódtak be.
A középkori kun falvak megszűnésében a tizenöt éves háború okozta elnéptelenedés mellett ugyancsak jelentős pusztulást okozott a tatár segédcsapatok támadása 1683-ban. A török elleni felszabadító harcok elmúltával Karcag ismét újjáéledt. Az őslakosokkal együtt ide költöztek a környékbeli szállások lakói is, akik szállásföldjeiket megművelték ugyan, de a faluközösségüket már nem újították meg. Az egyébként is népesebb település – miután Kolbáz-szállás, a Nagykunság korábbi központja is megszűnt — a potenciális székhely Karcag-Újszállás lett. Ezzel már az új földesúr is így számolt. A Német Lovagrend, miután 1702-ben megvásárolta a Jászkunságot az új birtoktesteket három jószág igazgatóságra osztotta, amelyek központjai: Jászberény, Halas, Karcag. (Innentől származtathatjuk a Hármas Kerület nevét és közigazgatási egységét.) A Jászkunság ezzel új társadalmi helyzetbe került, amely megváltoztatta a rá vonatkozó közigazgatási szabályokat, a jogi helyzetet és az itt élő emberek státusát is. A területhez kötődő ősi kun és jász kiváltságok elvesztek, a lakosok az új földbirtokos alattvalóivá (jobbágyaivá) váltak. Ebbe nem törődtek bele. Kitartóan harcoltak a korábbi állapot (függetlenség és önállóság) visszaállításáért. Az előállt történelmi helyzet a kunokat és a jászokat mozgósította, a közös érdekek mentén több szinten összefogásra sarkallta. Összefogtak a települések a kerületen belül és hármaskerületi szinten, és összefogtak a lakosok (őslakók és betelepültek). Mindez fejlesztette az önkormányzatiságot és felélesztette az ősi jogokhoz való ragaszkodást, elődeik iránti tiszteletet, a kun származástudatot.
A sikeres tárgyalások eredményeképpen Mária Terézia királynő 1745-ben engedélyezte az önmegváltakozást (redempció), visszahelyezte a Jászkunságot a korábbi jogaiba. Ez azonban a jászkunok kötelezettségvállalásaival járt együtt. Vállalniuk kellett továbbra is a katonaállítást, valamint a magukénak tartott területért váltságdíjat kellett fizetniük, valamint a nádor, mint legfőbb méltóságuk tiszteletdíjának fizetését is vállalniuk kellett. Mindez a lakosokra nagy terhet rótt, amit bár a családok döntő többsége vállalt, de a megvalósítás során feszültségek keletkeztek a helyi társadalomban.
Karcagújszállás a saját határa mellett magához váltotta a környező pusztákat: Asszonyszállás, Bócsa, Ködszállás, Magyarszállás, Orgondaszentmiklós területeit. A Fundális Könyvbe 1763-ban Karcag kötelezettségéhez 41.300 rénes forintot írtak be. 590 személy (család) nevét is feljegyezték földváltóként a felvállalt összeggel együtt. Ők lettek a redemptus gazdák, akik a befizetett összeg arányában földet kaptak, amelyhez további jogok társultak. Karcag nagy határát három részre osztották. A Tilalmas határrészen voltak a redemptusok szántóföldjei, amelynek fő kultúrnövénye a búza és a kukorica volt. A Rétet kaszálták a téli takarmányozásra. A Legelőn a számos állatok legeltetése folyt (szürkemarha-gulyákat, rackajuhokat, ménest őriztek a pásztorok. (A fajtaváltás és a határhasználat csak a 19. század második felében változott a folyószabályozás, belvízlecsapolás következtében. A Rétet 1846-ban, a Legelőt 1898-ban osztották fel a redemptus családok utódai között.) A tanyásodás a 19-20. században öltött nagyobb mértéket. A legtöbb gazdának a városban háza, a határban pitvarólas tanyája volt. A 18. század közepén kialakult belső hierarchia így hosszú időre meghatározta a helyi társadalom szerkezetét. A redempció tehát alapvető a település szempontjából: 1.) A földmagántulajdon bevezetése lehetőséget biztosított a szabadparaszti fejlődésre, 2.) A helyi társadalom széles rétegének biztosította gazdálkodás alapjait (földművelés, állattartás), 3.) A települések fejlődésnek indultak. Karcag ugyan 1734-ben kapta meg a vásártartási jogot évi 4 vásárra, de az 5. nap is bekerült a település kereskedelmi naptárába 1799-ben. A többi nagykun település a 19. század második évtizedében (1806-1811) kapott mezővárosi rangot, ami a vásártartással együtt járt. 4.) A vám-és a harmincad fizetés-mentesség is növelte a mozgási lehetőséget. 5.) Az önállósághoz való jog biztosította az önkormányzatiság lokális szinten – a helyi szokásjog alapján — történő megvalósítását. Ugyanakkor a partikuláris joggyakorlat a 19. század második felében már gátjává vált a fejlődésnek. 6.) A kiváltságok visszaszerzésével a katonaállítási kötelezettség is együtt járt. 1800-tól a Nádor huszárezred kötelékében teljesítettek szolgálatot. Nem véletlen, hogy annyi kiváló harcos került ki közülük. Ilyen volt például a karcagi születésű Kovács Mihály is, aki később Washington ezredeseként az amerikai függetlenségi háború magyar hőseként lett ismert.
Változott a település képe is. A református egyházközség 1744-55-ben új templomot építtetett, amely azonban hamarosan kicsinek bizonyult, így a ma is álló templom 1793-97 óta szolgálja a gyülekezetet. A templom mellé elkészült a fiúiskola (1813-18), lányiskola, paplak, kántorlak. A beköltöző római katolikusok 1771-ben, a görögkeleti vallást gyakorló kereskedők 1787-ben szentelték fel a maguk templomait és egyházi épületeit. Egyéb középületek is szaporodtak. Városháza, cédulaház, granárium épült, boltok, kocsmák, vendégfogadók nyíltak. A középületek városi tulajdonban voltak, de bérlők üzemeltették. A 19. század elején a Jászkun Kerület új szabályt alkotott a házépítés megregulázására. Ennek fő szempontja a tűzesetek csökkentése és az egészséges lakás biztosítása. A településképben alapvető változás azonban csak a nagy karcagi tűzvész után (1834) következett be. A hadas (rokoni alapon szerveződő) településrészek, zugok száma csökkent. A településszerkezet mérnöki terv szerint alakult át, amely egyenes, széles utcákat jelentett. Az utcaképet a kétablakos, háromosztatú házak sora alkotta. A városközpontban a városházaháza, a templom, iskolaház, fogadó, lóistálló, kovácsműhely, malom mellett egyéb épületeket (boltokat) is építettek. A Szolnok-Debrecen vasútvonal megépítésével 1857-ben megépült a karcagi vasútállomás is. Így a közút mellett a vasútvonallal is bekapcsolódott a város az országos úthálózatba. 1895-ben egy szárnyvonal is létesült Karcag-Tiszafüred között.
Az 1860-as évektől Karcagon működött a Királyi Törvényszék, adóhivatal, sőt még egy honvédalakulatot is idehelyeztek. A kiegyezés után megjelentek a bankok és bankfiókok. A főtér egy részét díszkertté alakították és 1892-ben Kossuth-kertnek nevezték el. 1893-ban ártézi kutat fúrattak, 1903-ban leburkolták a főteret, 1907-09-ben megépítették a villanytelepet, 1910-ben víztornyot, 1912-ben jéggyárat, majd 1910-12-ben a ma is álló városházát építették fel. A központi tér piactérként is funkcionált az 1960-as évekig. A főtérből sugárútként a városból kivezető utak (Vásáros út = Madarasi út, Kisújszállás út, Debreceni út, Sugárút) egy-egy városrészt (Fanzug, Pernyészug, Sirályülés, Rétoldal, Katolikus város) választanak el ma is.
Magyarország polgári fejlődése együtt járt a közigazgatás és a jogrendszer átalakításával. A magyar reformkor, majd az azt követő időszak kiemelkedő egyéniségei ezt készítették elő, majd hajtották végre. A Jászkunságot ez a hullám az 1870-es években érte el. Ekkor megszűntek a partikuláris jogok, kiváltságok. Megszűnt a Jászkun Kerület és annak alegységei: Jász, Kiskun és Nagykun Kerület. Betagolták a magyar megyerendszerbe. Így 1876-ban létrejött a Jász és Nagykun Kerületekből, valamint Heves és Külső Szolnok vármegye déli részéből Jász-Nagykun-Szolnok vármegye Szolnok megyeközponttal. A régi rend helyreállítására még voltak kísérletek a 20. század elején, de ezek eredmény nélkül elhaltak. A polgári átalakulást (intézményi átalakítást) nem lehetett megakadályozni.
A belterületen, a nagyobb utcákban új polgárházak, vendéglők, kaszinók épültek a 19. század második felében, jelezve a polgári életforma térhódítását. Fejlődésnek indult a malomipar (gőzmalom, villanymalom), egyre nagyobb tért hódított a téglagyártás. A kisipar elsősorban a paraszti lakosság igényeit szolgálja, de egyre szélesebb választékkal. Néhány jellemző tárgytípus azonban megmarad a hagyományos kultúrából (kunhímzés, viselet, festett bútor, házoromzat, kapu, fejfa, ételek stb.). A néprajzi értékekre Györffy István hívta fel a figyelmet. Kutatta és leírta a nagykunsági építkezést, a tanyát, a fejfát, a viseletet és 1922-ben kiadja a Nagykunsági krónikát, több nemzedék klasszikussá vált olvasmányát, a történeti néprajz, a tudományos ismeretterjesztés mintakötetét.
A 17. századtól Debrecen partikulájaként működött Karcagon az elemi oktatás, amelynek felsőbb osztályai gimnáziumi oktatásnak számítottak. Majd az intézmény számára 1893-95-ben emeletes épületet emeltek. Az algimnáziumot 1908-ban főgimnáziummá minősítették (ma Karcagi Nagykun Református Gimnázium és Egészségügyi Szakközépiskola). 1875-ben az egyházközség vezető lelkipásztora javaslatára óvodát, 1890-ben városi gőzfürdőt alapítottak és 1895-ben felépítették a központi leányiskolát. Városi kezdeményezésre, állami jóváhagyással nyílt meg 1899-ben a Földmívesiskola (ma Szentannai Sámuel Mezőgazdasági Szakközépiskola, Gimnázium és Kollégium), ami – igazgatója révén – majdan a hazai szikjavítás egyik előfutára lett. Az 1888-ban megalakult Ipartestület 1903-ban, a régi katolikus templom helyén építtette fel emeletes székházát, amelynek földszintjét kávéház céljára adták bérbe, de itt tartották az első mozgóképes vetítéseket is. A kultúra otthonait ekkor még a városszerte nagy számmal működő (az 1900-as évek elejéig 85 ilyenről van tudomásunk) egyesületek, olvasókörök és kaszinók (1914 elejéig 85 ilyenről van tudomásunk), illetve ezek ismeretterjesztő rendezvényei, vallásos alkalmai és színielőadásai jelentették. Csak jóval az első világháború után, 1925-27-ben építteti fel a város a „közművelődés számára” a Kultúrpalotát (ma Déryné Kulturális, Turisztikai, Sport Központ és Könyvtár). A Nagykun Múzeum (ma Györffy István Nagykun Múzeum) néprajzi és helytörténeti gyűjteményét 1906-ban hozták létre Györffy István néprajztudós felhívására, amit azonban az 1944-es bombatámadás megsemmisített. A mai múzeumot 1950-ben alapították, mely először a Horváth Ferenc utcában, majd 1968-tól az 1844-ben épült Kálmán Sándor kapitány féle (Bogdi Papp) kúriába költözött. A múzeumban 1973-tól a Nagykunság múltját bemutató állandó kiállítás és időszaki kiállítások várják a látogatókat.
A kereskedelemben néhány év alatt megtörtént a görögök és az 1850-es évektől beköltöző zsidó vállalkozók helycseréje. A két-három régi boltot két évtized alatt újabb alapítású üzletek váltották fel, kínálatuk a hagyományos vegyesbolttól egészen szaküzletekig (férfi és női divatáru, gyarmatáru, cukorka, lábbeli, illatszer – drogéria, óra és ékszer, könyv – papír – zenemű, mezőgazdasági szerszámok és így tovább) terjedt. A kereskedők természetesen nemcsak értékesítettek, hanem – a vasútvonal adta lehetőségeket kihasználva – jelentős mennyiségben felvásárlást is folytattak, az országos kereskedelmi forgalomba juttatva ezzel a helyi parasztgazdaságok terményeit (főleg búzát) és állatait (szarvasmarhát és más számos jószágot).
A katonai szerepükre büszke kunok és jászok, bár a királyt szolgálták a középkorban, de az újkori szabadságharcokba is bekapcsolódtak. (Thököly-Rákóczi, Kossuth Lajos seregében is szolgáltak.) A 68-as gyalogezredben részt vettek az olasz, szerb csatákban. Az első világháború mintegy 800 áldozatot követelt a karcagiaktól. A második világháború keleti frontján is vérüket ontották. 458 név került fel Györfi Sándor Kossuth-díjas szobrászművész 1993-ban alkotta emlékműre. Ehhez még hozzászámíthatjuk a zsinagóga falába vésett holokauszt áldozatait (447 fő neve) is és az Oroszországba (gulágon, gupviban) elhurcolt szenvedőket.
A 20. századi rendszerváltások hatással voltak a helyi társadalomra. A társadalomszerkezet a külső hatásokra megváltozott. Az országos politika nyomására a helyi társadalom elitje kicserélődött, a társadalmi rétegek, családok helyi pozíciója megváltozott. Az államosítás, a tulajdonviszonyok átalakítása hatással volt a gazdaságra és befolyásolta az emberek gondolkodását, magatartását is. Így jöttek létre a Nagykunság településein az első szocialista termelőszövetkezeti városok az 1950-es évek elején. (A közös gazdálkodás e típusa az újabb rendszerváltásig – 1990-es évek elejéig – működött.) A szántóföldi növénytermesztésre berendezkedett táblás művelés, valamint a korábban lezajlott államosítások (földek, tanyasi iskolák stb.) és az ezután érvényesülő tanyaromboló koncepció miatt az 1970-es évekre megszűntek a tanyák. Az 1960-1970-es években a vidék iparosítása keretében egyre több ipari üzem települt a városba (gépgyár, híradástechnikai vállalat, ruhagyár, takarmányüzem stb.), ahol szakképzett munkaerőre is szükség volt, így fejlődött az ipari iskola is. 1967-ben adták át a 450 ágyas kórházat, amely a környező településeket is szolgálja (Ma Kátai Gábor Kórház).
Az évezred utolsó évtizedében lezajlott rendszerváltás sem ment zökkenőmentesen. Az alföldi kisvárosokhoz hasonlóan Karcag is keresi a tovább fejlődés útját. Ezekről az évekről hűen tudósítanak a helyi képviselő testület kiadványai, a városi újságok, kalendáriumok, a Karcagi nyomda termékei, az intézményi, egyesületi és magán kiadású könyvek, a helyi tv.
Karcag napjainkban is betölti a Nagykunság központja szerepkört. Közigazgatásilag előbb a Karcagi kistérség, ma a Karcagi járás székhelye. Így rendezvényeit a környező települések látogatják, hagyományőrző tevékenységébe az egykori Jászkunság települései bekapcsolódnak. A térségi civil szervezetek (Nagykun Hagyományőrző Társulás, Kunszövetség stb.) munkájának köszönhetően a Nagykunság kulturális arculata történelmi hagyományokra épülő sajátos és gazdag. Kiemelkednek a Nagykunságra vonatkozó történeti és néprajzi, valamint a mezőgazdasági kutatások. A gazdag szakirodalom mellett megemlítjük a kunokról szóló legújabb filmeket: Keletről jött emberek — A kunok 1I-II. 2014 (rendező: Kenyeres Gyula); Kunok hazája. 2018 (rendező: Karácsony Sándor).
A város más településekkel együtt alkot egy választókerületet. Ennek történetét könyvekben is nyomon követhetjük. Politikusai közül többen országgyűlési képviselők lettek. Dr. Fazekas Sándor 2010 – 2018 között vidékfejlesztési, majd földművelésügyi miniszterként, Varga Mihály 2010-től a Miniszterelnökséget vezető államtitkár, majd pénzügyi, illetve nemzetgazdasági miniszterként kormánytag.

## Közélete

### Polgármesterei
| Terminus  | Név                | Jelölő szervezet(ek) | Megjegyzés                             |
| --------- | ------------------ | -------------------- | -------------------------------------- |
| 1990–1994 | Dr. Fazekas Sándor | nem ismert           |                                        |
| 1994–1998 | Dr. Fazekas Sándor | Fidesz               |                                        |
| 1998–2002 | Dr. Fazekas Sándor | Fidesz               |                                        |
| 2002–2006 | Dr. Fazekas Sándor | Fidesz-MDF           |                                        |
| 2006–2010 | Dr. Fazekas Sándor | Fidesz-KDNP          |                                        |
| 2010–2014 | Dobos László       | Fidesz-KDNP          |                                        |
| 2014–2019 | Dobos László       | Fidesz-KDNP          |                                        |
| 2019–2020 | Dobos László       | Fidesz-KDNP          | Hivatalában elhunyt.                   |
| 2020–2024 | Szepesi Tibor      | Fidesz-KDNP          | Időközi választás 2020. szeptember 27. |
| 2024–     | Szepesi Tibor      | Fidesz-KDNP          |                                        |

## Népesség
A település népességének változása:
Karcag alapnépessége a kun (a keleti, török – kipcsak nyelvcsaládhoz tartozó) származású utódok elmagyarosodott nemzedéke. Az asszimilálódást a Kárpát-medencébe költözés után az állandó szállások létrejötte, a szomszédos magyar falvakkal kialakult kapcsolatok, exogám házasságok és a katonáskodás segítette. Ennek egyik legfőbb eleme a keresztényhitre térés és a nyelvcsere. A folyamat hosszú időig tartott, amit bizonyítanak a ma is élő kun nyelvemlékek, keleti gyökerű kulturelemek. A római katolikus vallást már a 17. században átcserélték a református hitre, amely mindmáig nagyobb teret biztosít a szabadabb vallásgyakorlatnak és gondolkodásmódnak.
A 18. századi nagy népességmozgások ezt a vidéket sem hagyták érintetlenül. A török kiűzése után – főleg az 1710-1740-es években az elmenekült őslakosok és szabolcsi magyar jobbágyok, kisnemesek telepedtek be az újonnan létrejövő Karcag-Újszállásra. 1713-ban 73 földesgazda, 90 özvegyasszony és 28 fiatal (15 év feletti) lakott itt. 1720-ban 138 családot írtak össze. A népesség gyarapodására jellemző, hogy 1739-ben a város mintegy 5000 lakosából 1490 fő lett a pestis áldozata. 1745-ben 573 (család) a redemptusok száma. 1786-ban már 7.176 fő lakja a települést. A hirtelen bekövetkezett népességnövekedés egyrészt kiélezte a rétegek közötti ellenségeskedést, másrészt a jobb megélhetés reményében bácskai kiköltözéssel járt. 1786-ban főleg szegény családok hagyták el Karcagot. Ekkor 800 karcagi költözött a délvidéki Ómoravica pusztára (ma Bácskossuthfalva). A 19. században tovább nőtt Karcag lélekszáma (1828: 11.921, 1869: 14.486, 1880: 15.825, 1890: 18.197). A 20. századra elérte a 20 ezer lelkes településnagyságot (1900: 20.896, 1910: 22.996, 1920: 22.569, 1930: 24.248, 1941: 25.551, 1949: 25.100, 1960: 26.035, 1970: 24.638). A népességnövekedés előbb folytatódott, majd stagnált, 1990-től lassú csökkenés figyelhető meg. A népességfogyást előidéző tényezők voltak a 19-20. században: járványok, szülések számának csökkenése, elköltözések, megváltozott munkahelylehetőségek, tőkehiány és Berekfürdő kiválása (1992)) az anyatelepülésből.
Ami a beköltözést illeti: Szervezett betelepítés csak egyetlen alkalommal, 1769-71-ben zajlott le, amikor Mária Terézia kötelezte a kunokat a római katolikusok befogadására. Külön településrészt, templomhelyet és némi földet kaptak. A telepesek elsősorban az Észak-középhegység falvaiból jöttek Karcagra. A felekezeti és a társadalmi különbségek, a szokások mássága mindvégig megmaradt a két csoport között.
A Tiszamenti falvak számára a Nagykunság munkaerő felvevő piacot jelent különösen a redempció óta. A Jászkun Kerületek és azok települései azonban mindenkor gondosan ügyeltek a terület népességmegtartó erejére, így szigorúan korlátozták a betelepülést. A szomszéd falvakból érkező legényeket vagy távolabbról jövő idénymunkásokat (summások) is csak rövid időszakra alkalmazták. A cselédek, szolgák egy évre kaphattak munkát a gazdáknál. 
A 18. században görögök végeztek kereskedelmi tevékenységet (elsősorban a boltokban keleti árut árultak). Létszámuk néhány családra korlátozódott. A Nagykunságban élők közös kompániát (kereskedelmi társaságot) működtettek és gyakran rokonságban álltak egymással. Jövedelmük lehetővé tette, hogy (görög keleti) vallásgyakorlásukra önálló templomot építtessenek (1797-98), amely körül temetkeztek is. A Görög utcában (ma Horváth Ferenc utca) laktak.
A zsidók letelepedését a Jászkunságban 1852-ben engedte meg a partikuláris törvény. (Bár már korábban is be-bejártak a vásárokba, de éjszakára el kellett hagyniuk a mezővárost, így a környező néhány településen (Nádudvaron és néhány Tiszamenti faluban) szaporodott először meg a számuk.) A letelepedő zsidók izraelita vallásuk gyakorlására Karcagon 1870-ben imaházat, majd 1899-ben zsinagógát, elemi iskolát, fürdőt, rabbi- és sahterházat építettek. Házaikat, üzleteiket elsősorban a forgalmasabb helyekre már polgári stílusban építtették. Így a Főtéren szaporodtak meg az üzletek a 19-20. század fordulóján. A kisebb bolti áruk terjesztésén kívül elsősorban gabonakereskedéssel foglalkoztak. Magtáraik a zsinagóga közelében voltak. Ipari üzemeket, telephelyeket (téglagyár, malom) is hoztak létre. Számuk 1890-ben 608, 1944-ben 778 fő volt. Hegemóniájukat a második világháborúig megőrizték. A holokauszt áldozatainak száma Karcagon: 461 fő. 317-en megmenekültek, de a háború után csak kevesen tértek vissza, később is többen elköltöztek a városból. A hitközség azonban mind a mai napig működik.
Cigányok a 18. század óta laknak a településen. Elkülönített telepük előbb a város déli részén volt, majd a 20. században létrehozták az Északi Újtelepet is. Számuk különösen a 20. század végén emelkedett meg. A környező falvakból érkeznek fiatalabbak a megélhetés reményében. 
A 2011-es népszámlálás során a lakosok 88,1%-a magyarnak, 7,9% cigánynak, 0,2% németnek mondta magát (11,8% nem nyilatkozott; a kettős identitások miatt a végösszeg nagyobb lehet 100%-nál). A vallási megoszlás a következő volt: római katolikus 11,9%, református 24,7%, görögkatolikus 0,2%, felekezeten kívüli 38,9% (22,6% nem nyilatkozott).
2022-ben a lakosság 89,8%-a vallotta magát magyarnak, 6,4% cigánynak, 0,2% bolgárnak, 0,2% németnek, 0,1% románnak, 0,1% ukránnak, 1,9% egyéb, nem hazai nemzetiségűnek (10,1% nem nyilatkozott; a kettős identitások miatt a végösszeg nagyobb lehet 100%-nál). Vallásuk szerint 19,4% volt református, 8,6% volt római katolikus, 0,2% görög katolikus, 0,1% evangélikus, 1,2% egyéb keresztény, 0,6% egyéb katolikus, 32,9% felekezeten kívüli (36,8% nem válaszolt).

## Iskolák
A Református Egyházközség által alapított és fenntartott karcagi (fiú)iskolát 1676-ban említik először az anyaiskola, a Debreceni Kollégium iratai, a leányoktatásnak 1719-ből ismerjük az első nyomait. A 19. század közepén már öt tanintézményt: egy központi református fiúiskolát, három református leányiskolát, valamint egy katolikus iskolát, az 1880-as évektől pedig egy zsidó elemi iskolát említenek az iratok. Az oktatás terén a 19. végén nagy fejlesztések történtek. A városrészi leányiskolák egy központi leányiskolába vonták össze, a városrészekben viszont újabb intézményeket létesítettek az alsó tagozatos gyerekek számára. A 20. században Klebelsberg Kunó közoktatási minisztersége idején helyi kezdeményezésre, de állami segítséggel a Déli külvároson és a Kiskulcsosokon két peremrészi iskola készült és ennek a programnak a keretében fejeződött be a katolikus városrész korábban munkába vett elemi iskolájának építése, amely mellett a Szalvátor Nővérek még egy leányiskolát is működtettek. Hosszú ideig húzódott azonban a nagy határ tanyáin élő gyerekek oktatásának megoldása. Az 1938-ban állami segítséggel, a vármegyei és a városi hivatalok közreműködésével tíz tanyai iskolát alakítottak ki, elsősorban üresen álló tanyákon, vagy erre a célra bérbeadott gazdasági épületekben.
Az iskolák államosítását követően három oktatási intézményt, 1947-ben a Zeneiskolát, 1962-ben pedig egy új elemi iskolát hoztak létre, utóbbiban 1967-től az éneke-zene tantárgy kiemelt szintű oktatása folyt. 1961 szeptemberében önálló gyógypedagógiai iskola alakult, (amely ma már a kisújszállási Kádas György EGYMI Tagintézménye). Ezekben az években viszont, a mezőgazdaság átalakításának következtében megkezdődött a tanyavilág elnéptelenedése, a tanyai iskolák felszámolása. Ennek utolsó időszakában építették fel a városban az 1964-ben átadott, „tanyai kollégiumnak” is nevezett Diákotthont. Az utolsó tanyai iskolában 1971-ben fejeződött be az utolsó tanév, s ezzel teljesen eltűntek, csak a külterületi városrésszé épült Berekfürdő iskolája lett önálló intézmény az 1950-es évektől.
A rendszerváltást követően több általános iskola került – ismét – egyházi fenntartásba.

### Általános iskolák
Karcagi Nagykun Református Általános Iskola, 5300 Karcag, Kálvin u.2. ; refi@freemail.hu
Karcagi Nagykun Református Gimnázium, 5300 Karcag, Madarasi út 1-3.; info@reformatus.eu
Györffy István Katolikus Általános Iskola, 5300 Karcag, József Attila u. 1.; gyorffykataltisk@gmail.com
Szent Pál Marista Általános Iskola, 5300 Karcag, Zádor u.; szentpalkarcag@szentpalkarcag.hu
Karcagi Arany János Általános Iskola, (Az oktatás 2023-ban megszűnt.) 5300 Karcag, Arany János u. 15.; iskola@arany-karcag.sulinet.hu
Karcagi Tankerületi Központ: 5300 Karcag, Táncsics Mihály körút 15.; karcag@kk.gov.hu
- Karcagi Kováts Mihály Általános Iskola, 5300 Karcag Kálvin u. 9.; iskola.karcag@karcagitk.hu
- Karcagi Kováts Mihály Általános Iskola Kiskulcsosi Általános Iskolája, 5300 Karcag, Kisújszállási út 112.; iskola.kiskulcsos.karcag@karcagitk.hu
- Karcagi Erkel Ferenc Alapfokú Művészeti Iskola, 5300 Karcag, Szabó József u. 1.; iskola.zene.karcag@karcagitk.hu

- Györffy István Katolikus Általános Iskola
- Nagykun Református Gimnázium
- Református Általános Iskola
- Erkel Ferenc Zeneiskola

A középiskolai oktatás szintén az első (ismert) rektor megjelenésével, 1676-ban kezdődött. A mai gimnázium intézmény elődjét 1866-ban alapította a fenntartó Református Egyházközség, amely a következő nyolcvan évben nyolcosztályos Ev. Ref. Gymnasummá, 1930-tól Nagykun Református Reálgimnáziummá fejlesztette, és az intézmény számára modern, emeletes épületet emeltetett. Az iskola térségi szerepét erősítette, hogy a vidéki tanulók számára 1931-től internátust, utóbb Diákotthont (kollégiumot) biztosított. Az államosított intézmény 1951-1968 között Gábor Áron Gimnázium, 1969-től, amikor megnyílt a karcagi kórház szakemberállátását biztosító szakközépiskola, Gimnázium és Egészségügyi Szakközépiskola néven működött. 2008-ban került ismeét egyházi fenntartásba, azóta Karcagi Nagykun Református Gimnázium és Egészségügyi Szakgimnázium.
A Földmívelésügyi Minisztérium támogatásával, a város által ajándékozott földterületen létesítették 1898-99-ben a szakképzést szolgáló Földmívesiskolát, ami a következő évtizedekben – elsősorban Szentannai Sámuel munkásságának köszönhetően – országos ismertségre tett szert. Az 1990-2019 között eltelt három évtizedben előbb belügyi rendészeti képzéssel gyarapodott, 2011-től Szentannai Sámuel Gimnázium, Szakközépiskola és Kollégium néven működő intézmény (rövidített nevén Szentannai Sámuel Középiskola és Kollégium) gimnáziumi és szakközépiskolai képzést nyújt.
Az iparostanonc képzés 1890-ben kezdődött, a szakmunkásképző intézet modern épületét 1969-ben, 120 férőhelyes kollégiumát 1978-ban adták át. Jelenleg a Karcagi Szakképzési Centrum intézményeként működik.

## Kulturális intézmények
A 19. században a nagy számban működő, városi vagy városrészi szinten működő olvasókörök, egyesületek, közketetű nevükön „kaszinók” voltak a művelődés, önművelés és az igényesebb szórakozás színterei. E kisebb közösségek könyvtárat tartottak fenn, hírlapokat, folyóiratokat járattak, előadásokat szerveztek, arra kapható tagjaik pedig kisebb színdarabokat, népszínműveket adtak elő. Működésüket 1945-től korlátozták, az 1950-es években tűntek el végleg a városi közéletből. A színházi előadások és a színjátszás iránti érdeklődést, amint a korabeli vándor színtársulatok élénk érdeklődéssel kísért szerepléseiből is látható, sikeresen megalapozták. Nagy érdeklődés fogadta a mozgóképet, az első filmeket, a mozit, aminek az 1920-as években a biztosított önálló épületet a város. Ezeknek az igényeknek megfelelve építtették fel 1925-27-ben a Kultúrpalotát, amelyet mozi- és színházteremmel, bálteremmel, kiállítóteremmel, konyhával és étteremmel is elláttak. A Kultúrpalota az 1950-es évektől Déryné Művelődés Központ, manapság pedig összevont intézményként, Déryné Művelődési Központ és Városi Könyvtár néven működik.
Déryné Művelődési Központ és Városi Könyvtár 5300 Karcag, Dózsa Gy. út 5-7. (deryne@derynekarcag.hu)
A Városi Könyvtár ősét, Karcag Város Közkönyvtárát 1898-ban, a Földmívelési Minisztérium könyv- és pénzadományából létesítette a képviselő testület. A kezdetben a Városházán működő gyűjtemény az 1930-as években került a Kultúrpalotába. Itt találta az 1951-es év is, amikor a meglévő könyvállományát a megszüntetett olvasókörök könyvtáraival bővítették, kialakítva ezzel a Dolgozók Könyvtárát. Az intézmény az 1960-as évektől Városi Csokonai Könyvtár néven önálló intézményként, néhány éve a Kulturális Központ telephelyeként működik. Állománya ma már 100 ezer kötet könyvből, 6700 hang-, 423 képi- és 228 elektronikus dokumentumból áll.
Városi Csokonai Könyvtár 5300 Karcag, Püspökladányi út.
A Nagykun Múzeum anyagát 1904–1906-ban lakossági adományokból alapozta meg a káplánként Karcagon szolgáló Joó András segédlelkész. A múzeumbarátok, a gyűjtemény további fejlesztése, bemutatása és a helyi néprajzi értékek megőrzése céljával 1906 tavaszán megalakították a Nagykun Múzeum Egyesületet. A I. világháború után az egyesület megszűnt, az értékes gyűjteményt 1931-ig Soós Adorján, 1945-ig Szász Béla gimnáziumi tanárok kezelték, de az az 1944 őszén a városért vívott harcok alatt megsemmisült. A város 1947-ben határozta el egy új néprajzi múzeum megszervezését, az önkéntesek által kialakított újabb anyagra építve alapították meg 1951-ben a ma is működő Nagykun Múzeumot. Ennek első igazgatója az irodalomtörténész Péter László volt. Péter László javaslatára vette fel a múzeum a karcagi születésű néprajztudós, Györffy István (1884-1939) nevét. Az 1951-68 között egy Horváth Ferenc utcai ház emeletén működő múzeumot a későbbiekben olyan nagynevű etnográfusok irányították, mint Szűcs Sándor (1903-1982), majd dr. Bellon Tibor (1941-2002). A kórház modern épületének megnyitása után, 1968-ban költözött az intézmény mai helyére, a Kálmán – Bogdi Papp kúriába. és 1973-ban nyitották meg a Nagykunsági krónika című állandó kiállítását. Az épület újabb, 2010-ben történt felújítása után, 2012 őszén nyitották meg a Kunok öröksége című, a Nagykunság történetét és népéletét bemutató állandó kiállítást. A múzeum igazgatója 1995-től dr. Nagy Molnár Miklós.
Az évek során a múzeum számos kiállítóhellyel gyarapodott. Felügyelete és fenntartása alá rendelték a Kántor Sándor Fazekasházat (Karcag, Erkel Ferenc u. 1.), a Nagykunsági Tájházat (Jókai u. 16.), a malomtörténeti gyűjteményt is magába foglaló Kövesdarálót (Kisújszállási út 18.), valamint a város egyik legértékesebb műemlékét az egyetlen épségben megmaradt karcagi szélmalmot (Vágóhíd u.) valamint a 20. század első feléből eredeti berendezésével fennmaradt Patikamúzeumot (Széchenyi sugárút 45.)
Györffy István Nagykun Múzeum 5300 Karcag, Kálvin u. 4. (karcagimuzeum@gmail.com)
Karcag Kincse Művészeti és Konferencia Központ 5300 Karcag, Erzsébet-liget (karcagkincsekozpont@gmail.com)

## Látnivalók
Városközpont: 1. Karcag főterét, a Városháza környékét és a Templomkertet 1882-ben kezdték parkosítani, s a sétakertnek is nevezett liget hamarosan rendkívül népszerű lett. A város járdahálózat kiépítésévél egyidőben (1906) kerítéssel vették körül. Jelenlegi elrendezését a Városháza építése után elvégzett parkrendezés során nyerte el, a régi elképzelésekben csak a két világháború áldozatai emlékműveinek felállítása (1938, 1992) okozott változásokat, a park kerítését az 1960-as évek végén lebontották. A piacot az 1960-as évek közepén elköltöztették, a kockakő burkolatát felszedték és a helyén megkezdődött a zöld felület telepítése. Az addig (a Dózsa György út – Városháza tengelyében) szimmetrikus főteret 1982-ben építették át, nyugati felén meghagyva a forgalmat, a keleti felén pedig 1984-re sétálóutcát alakítottak ki. A burkolat díszítése a szűrhímzés motívumait idézi. A főtéri park jelenlegi képét Pádár Tibor kertészmérnök alakította ki a 2000-es évek elején.
A Kossuth téren és környezetében találjuk a Református Nagytemplomot (1793-1797), a Nagykun Református Gimnázium (1893-95, 1907-08), a Nagykun Református Általános Iskola (régen Fiúiskola, 1813-1818), az azzal szemben épült egykori Központi Leányiskola (1894-95), a Városháza (1910-1912), az Ipartestület (1903), valamint a Nimród Biohotel 2008-ban átadott épületét. A tér keleti oldalán nyílik a Kertész József utca, az egykori Zsinagóga köz, vagy Zsidó utca, ahol valaha a hitközség épületei álltak. Mára csak a szépen felújított, műemlék zsinagóga (1899) maradt. Szomszédjában építették fel az 1970-es évektől a piacot és a Piaccsarnokot. A szecessziós Városháza elõtt találjuk az I. Világháború emlékmûvét, Gáldi Gyula alkotását (1938). A Kossuth tér nyugati végén Gyõry Dezsõ szobrászmûvész Petõfi-szobra látható (1948). Érdekesség, hogy a szobor talapzata az eredeti Nádor-oszlopból való, amelyet a karcagi nép 1848-ban, mint Habsburg-jelképet, leromboltatott. Így lett aztán az oszlop száz évvel késõbb a forradalom költõje szobrának talapzata.
A tér nyugati oldalán nyíló, valaha görög kereskedők lakta Horváth Ferenc utcán a találjuk a Szent György görögkeleti templomot (1797-1798), mellette a buszpályaudvart. A Varró utcán a Református Egyházközség Gyülekezeti Házát (2008-2007), a Református Gimnázium Kollégiumát és a Varró István Szakgimnázium, Szakközépiskola és Kollégium épületeit.
A Dózsa György út az egykori Sóút, azaz a Szolnok –debreceni országút városi szakasza volt valaha. Főtéri torkolatánál balról néhány a 19.század végéről, illetve a 20. század elejéről fennmaradt, városképi jelentőségű épületet láthatunk. A Táncsics körúti sarkon áll az egykori Úri Kaszinó (1894). Ezzel szemben, az út jobb oldalán emelkedik a Déryné Kulturális Központ emeletes épülete. Ha a Kulturális Központot elhagyva tovább haladunk, előbb a Katolikus Legényegylet (1948-1974 között MADISZ, majd KISZ székház, 1974-2014 között Városi Könyvtár, napjainkban a Karcagi Szakképzési Centrum és a Gazdakör információs irodája) épületét, majd a Szőllős halom nevű kunhalmon emelt (1851-1853) Kálváriát érjük el. Az út végén, a Vágóhíd utcán már látszik az egyetlen épségben megmaradt karcagi szélmalom, ami az 1970-es évek vége óta ipari műemlék.
A Református Nagytemplom mellett, a Kálvin utcán haladva érjük el a Györffy István Nagykun Múzeum épületét, amelynek parkjával szemben, az utca jobb oldalán áll a Kováts Mihály (1724-1779) amerikai szabadsághősről elnevezett általános iskola. A Múzeum mögött húzódó József Attila utca és a Kálvin utca sarkán áll a Györffy István Katolikus Általános Iskola (1984) és a Városi Sportcsarnok. A József Attila utcán tovább haladva találjuk a Városi Rendőrkapitányság (2015-2019), homlokzatával a Széchenyi sugárútra néző új székházát, onnan balra fordulva érjük el a Posta épületét és az 1899-1901-ben emelt Szent István Római Katolikus templomot és a plébániát (1942). A József Attila utca – a Széchenyi sugárúti kereszteződést elhagyva – a Morgó csárda 1810-ben épült klasszicista épületéhez ér, ahol Baross utca néven folytatódik. Ennek Vasút utcai torkolatánál balra fordulva érjük el az egykori Rizshántoló malmot (1953), mögötte a Vasútállomást. A Baross utca Vasút utcai sarok túloldalán nyílik a Füzesgyarmati út, amely a vasútvonalat keresztezve eléri a 4. számú főutat és a Békés vármegyei Bucsa község felé halad tovább. A vasúti átjárón túl ipari létesítmények következnek, balra kanyarodva térhetünk le a Karcagi Ipari Park területét és az Elektronikai Hulladékhasznosító Kft., a Recy-Pet Hungária Kft. üzemeit, valamint a Penny Logisztikai Központot.
Madarasi út. A főtérről Kunmadaras irányába haladva, a város peremén találjuk a ma már nagyrészt beépített (néhai) Vásárteret. A kétalakos lovasszobor (IV. Béla király és Kuthen kun vezér), a Millenniumi emlékmű (2001) parkjában az Aradi vértanúk és a város 1848-49-ben elesett katonáinak és nemzetőreinek emlékkövét, valamint a Redempció (1745. május 6.) emlékezetére állított harangot láthatják. A szobrok szomszédságában (a kerítés mögött) álló klasszicista jegyeket viselő épület a valamikor Cédulaház (1837), a vásári adminisztráció helyszíne volt. Ma már a gyógyvizű Akácliget fürdő kempingjéhez csatolt apartman. A fürdő bejárata a Fürdő utcán található, ugyanitt haladva érjük el a Karcag- tiszafüredi vasútvonal megállóját. A Madarasi út jobb oldalán magasodik a kilencemeletes Kátai Gábor Kórház (épült 1963-1967). Az útról jobb kanyarodva, a város szélén, a Kórház utcán haladva érjük el az intézmény bejáratát. A közeli Damjanich utcából közelíthető meg az Északi temető, amelynek bejáratánál a több-százéves földházat (más néven temetőcsőszházat) tekinthetjük meg. A Madarasi úton tovább haladva érjük a gyógyfürdőjéről nevezetes Berekfürdő községet.
Kisújszállási út. A Kálvin utca déli irányú folytatásából érhető el leggyorsabban az Erkel Ferenc utcai Kántor Sándor Fazekasház és a Jókai utca – Petőfi utca sarkán álló Nagykunsági Tájház, de innen nyílik a Deák körút, amelyen a kis park közepén emelkedő Kováts Mihály Emlékhelyhez jutunk. A Kisújszállási utat a Karcag-tiszafüredi vasútvonal keresztezi. A vasúti átjárónál magasodó gabonasiló (a város legmagasabb építménye) előtt áll a néhai Hungária malom, a későbbi Örlőmalom. Az átjárón túl (balról) a Déli temető található, a temető mögött kezdődik az 1905 körül keletkezett, s a mai napig épülő „Kiskulcsosok”, mai nevén Kisföldek-Kertváros városrész, ahol a Szentannai Sámuel Középiskola és Kollégium, a Kiskulcsosi Általános Iskola, valamint több ipari üzem telephelye található. Az üzemeket elhagyva következik a6 Debreceni Egyetem Agrár Kutatóintézetek és Tangazdaság elnevezésű, 1947. évi alapítású Kutató Intézet. 
Püspökladányi út a város központjából – a vasúti átjárót elhagyva – a 4. sz. főútvonalra viszi a közlekedőket. Torkolatával szemben a valamikori laktanyaépületből (1931-35) kialakított ipari parki létesítmény található.

## Természetvédelmi területek
A 19. század második felében elvégzett folyószabályozási, ármentesítési és belvízlecsapolási munkák következtében a karcagi határ képe teljesen átalakult. A határ jelentős részét borító mocsarak, nádasok kiszáradtak, az időszakosan vízzel borított területek eltűntek, a helyüket elfoglaló kultúrtáj azonban néhány helyen megőrizte a régi vízivilág utolsó évtizedeinek arculatát és élővilágát.
Zádor híd és környéke Természetvédelmi terület
A város észak–északkeleti határa a 19. század közepéig a Tiszából kiszakadó nagyobb erek és a Hortobágy folyó árterülete volt. Jól érzékelteti ezt az a tény, hogy a Szolnok-debreceni országút, a Sóút vonalát a város szélétől a Hortobágy folyó ágotai átkelőjéig öt nagyobb ér keresztezte. A legnagyobb, a Zádor-ér szélesen elterülő medrére merőlegesen először egy töltést emeltek, aztán egy fahidat építettek, ami már rajta van az 1782 és 85 között készült első katonai felmérés térképén. A nagy árvizek azonban a híd mindkét végét elöntötték, ezért egyre sürgetőbbé vált egy komolyabb kőhíd építése. A munkálatokat 1806-ban kezdték el; a köveket Tokaj környékéről szállították ide. A híd három év alatt készült el, 1809-ben indult meg rajta a forgalom. 76 méteres hosszával ez volt a legjelentősebb kőhíd az egész Alföldön.
A hídnak eredetileg kilenc nyílása volt, és húsz évvel később ennek mintájára épült meg innen nem túl messze a ma is álló hortobágyi Kilenclyukú híd. A levonuló áradások hevességére jellemző, hogy az 1830. évi tavaszi ár a híd két-két szélső boltívét lerombolta. A súlyosan sérült felépítményt 1835-ben öt boltozatúra hagyták, a csonkulást fából készült feljáróval, ún. „lábbó híddal” pótolták. A Tisza majd a Hortobágy szabályozása után a terület itt-ott szántókkal tarkított legelőföld lett. A funkcióját vesztett Zádor-híd az 1970-es években közlekedéstörténeti műemlék lett, amelynek keleti oldalán szántóföld, északi oldalán, a folyó széles sekély medrében és árterén pedig szikes legelő található. 1973-ban létrehozták a Hortobágyi Nemzeti Parkot, 1976-ban pedig természetvédelmi területté nyilvánították a híd környezetét és az attól északra elterülő legelőrészt. A védettség a híd megóvását és a legelőrészen a hagyományos pásztorkodás továbbélését szolgálja.
A terület évtizedek óta a HNP része, a városban, a Vágóhíd utcán található Szélmalmi Fogadóházban kiállítás mutatja be a terület jellegzetes növényeit és állatait. A Fogadóház a Hortobágyi Nemzeti Park déli fogadókapuja.
Kecskeri-puszta Természetvédelmi Terület
Karcag dél-délnyugati határát részben a 18. századi vízügyi munkálatok (a Mirhó-gát megépítése), majd a Hortobágy-Berettyó csatorna (1890-es évek) elkészülte mentesítette az árvizektől, a belvízelvezető csatornák létesítése (1890-es évek) pedig a Karajános mocsár maradványait szárította ki, az így felszabadult gyepes területeket nagyrészt legeltetéssel és kaszálással hasznosították. Az 1950-es években a Tisza vize ismét visszatért a pusztára, mert az újabb gazdasági elképzelések szerint rizsföldeket alakítottak ki itt. Ekkor – 1954-ben a Május 1. Tsz a Karajános mocsár legmélyebb pontját jelentő területet víztározóvá alakította át. A 155 hektáros tározó szomszédságában, szintén a szövetkezet több halastavat is létesített. A Hortobágyhoz hasonló „tájképi megjelenésű” területet 1993-ban nyilvánították védetté.
Kunhalmok
A hazánk síkvidéki területeire jellemző, mesterséges földhalmok különböző történelmi korok és népek emlékét őrzik. Általában tellek, azaz hosszú időn át lakott településnyomok vagy sírhalmok, amelyeket a későbbi korok közösségei szintén használatba vettek: templomot építettek rá és temetőt létesítetek rajta. A halmokat tehát már a 13. században beköltöző kunok is „készen kapták”. Maga a kunhalom elnevezés a nyelvújítás korában született. A kunhalmok régészeti értékük mellett nagy tájkép jelentőséggel bírnak, és mivel sokuk egészen 20. század második feléig kiesett a szántóföldi művelésből, manapság is őrzik a terület régi vegetációját, máshonnan már eltűnt, jellegzetes növényeit. A 20. század közepétől a felületük művelésbe vétele, a földtömeg elhordása és felhasználása miatt kerültek nagy veszélybe. A megmentésükre tett évtizedes szándék 1996-ban járt sikerrel, mert a természet védelméről alkotott 1996. évi LIII. törvény már védelem alá helyezte a kunhalmokat.
Néhány kunhalom Karcag város határában: Magyarkai-halom, Péntek-halom, Pincés-halom, Zádor halom, Lőzér-halom, Orgondaszentmiklós- halom, Szentmilósi-halom, Gergely-halom, Ágota-halom, Asszonyszállás- halom etc.
Műútról megközelíthető: Szőlős v. Kálvária-halom a város belterületén a Dózsa György út mellett, a Kis Görgető és a Nagy Görgető halmok – a Tilalmasi útról, Kápolna-halom – a róm. kat. temető mögött, a jelentősen megcsonkított Sárga-halom – a kisújszállási út mellett, a Nagy-Hegyesbori-halom – a Kutató Intézet központi épülete mögött (erdősítve),  a Kis-Hegyesbori-halom  a 4. sz. főút mellett, a magyarkai bekötőútról. Az utóbbin 1995-ben Kun emlékhelyet alakítottak ki, egyben pihenőhelyként is szolgál.
Szobrok, emlékművek
Kossuth tér: az I. világháború hősi halottainak emlékműve (Gáldi Gyula, 1938), a II. világháború hőseinek emlékműve (Györfi Sándor, 1992), Németh Gyula (1890-1976) turkológus (Györfi Sándor, 1990), Kossuth Lajos (Horvay János, 1906), Petőfi Sándor (Győri Dezső, 1948), „Angyalos kút” (Györfi Sándor, 2001), Országzászló emlékmű (Györfi Sándor, 1996)
Múzeumpark: Györffy István (1884-1939) néprajztudós (Györfi Sándor 1984), Mándoky Kongur István (1944-1992) turkológus (Györfi Sándor, 1993)
Katolikus templomkert: Dr. Orosz Pál (1907 – 1953) plébános
Nagykun Református Általános Iskola: Kálvin – dombormű (Györfi Sándor, 2006)
Kováts Mihály Általános Iskola (Kálvin u.): Kováts Mihály (1724-1779) huszárezredes domborműve (Györfi Lajos, 1995)
Hegyesbori halom: Kun emlékhely (Györfi Sándor, 1995)
Vásártér: Nagykun Millenniumi Emlékmű (Györfi Sándor, 2001),
Kátai Gábor Kórház: Dr. Kátai Gábor (1831-1878) orvos, gyógyszerész (Györfi Sándor, 1990)
Deák körút: Kováts Mihály Emlékkapu (Györfi Sándor, 1995)
Szentannay Sámuel Gimnázium: Kunsági Vénusz (Györfi Sándor, 1989) és Szentannay Sámuel Gimnázium mellszobra (Györfi Sándor, 1992)
Kutató Intézet arborétuma: Vezekényi Ernő (1900-1973) növénynemesítő, intézetalapító (Györfi Sándor, 1992)

## Egészségügyi intézmények
- Háziorvosi Intézmény

### Kórház
- Kátai Gábor Kórház és Rendelőintézet

### Gyógyszertárak
- Kulcs Patika
- Berek Patika ( Kulcs Patika is )
- Betánia Gyógyszertár ( Alma Patika is )
- Kígyó Gyógyszertár ( megszűnt )
- Oroszlán Gyógyszertár
- Pingvin Patika
- Kátai Gábor Gyógyszertár

## Sportlétesítmények
- Városi sportcsarnok ( műfüves futballpályával )
- Karcag Liget Úti Sportcentrum ( Régi neve: Ligeti sporttelep )
- Nagykun Református Gimnázium sportpálya
- Erdei tornapálya
- Szentannai Sámuel Gimnázium műfüves futballpályái
- Karcagi Harcművészeti Központ
- Kosárlabda és Streetball pálya
- Pumpapálya
- Erdei Kerékpárpálya

## Média

### TV
- Karcag TV
- Mediátor TV ( megszűnt )

### Rádió
- Karcag FM ( 88.0 Mhz )
- Aktív Rádió ( FM 93,8 Mhz )
- MR1 Kossuth Rádió ( FM 97,9 Mhz )

### Újság
- Karcagi Hírmondó
- Karcagi Szuperinfó
- Kunbörze ( megszűnt )
- Karcagi Juteszembe
- Új Néplap

### Internet
- infoKarcag megszűnt, 2016-ban újra indult
- Vidék Ma
- Szoljon.hu
- Karcaghír

## UNESCO szellemi kulturális örökség
- Kunsági Birkapörkölt karcagi hagyománya (2009)

## Hungarikum
- Karcagi Birkapörkölt (2013) (Turizmus és Vendéglátás)

## Értéktár

### Megyei
- Karcagi Ferdinánd (Kulturális örökség)

### Karcagi Értéktárba felvett helyi értékek listája
- Református oktatás karcagi hagyományai
- Györffy István néprajzkutató életműve
- Kántor Sándor Kossuth-díjas fazekasmester munkássága
- Györfi Sándor Kossuth-díjas szobrászművész életműve
- ifj. F. Szabó Mihály fazekas, a Népművészet Mestere életműve
- Sz. Nagy István fazekas, a Népművészet Mestere életműve
- Tóth István Gránátalma-díjas fazekasmester munkássága
- Körmendi Lajos József Attila-díjas író munkássága
- A karcagi vertcsipke
- A kunhímzés
- A karcagi Városháza
- A Gál-féle szélmalom
- A villanymalom
- A kunsági fedeles kapu
- A Kecskeri puszta
- A Bereki gyógyvíz
- A zártkertek
- „A legszebb konyhakertek” – Magyarország legszebb konyhakertjei program
- A karcagi birkapörkölt főzési hagyományai
- A karcagi ferdinánd
- A karcagi szilvapálinka
- A karcagi májas (csepleszes) hurka készítése

## Gazdaság
- földgázkitermelés
- mezőgazdaság
- Karcagi Ipari Park

## Idegenforgalom
- Akácliget gyógy- és strandfürdő
- Camping
- Karcagi kunlovarda
- Birkafőző fesztivál ( minden év júniusában )
- Magor motoros találkozó (minden év szeptember 3. hétvégéje)

## Rendezvények
- Déryné Program előadásai, a Déryné társulat előadásában
- Kolbászízesítő verseny
- Majális
- Karcagi Birkafőző Fesztivál
- Nagykunsági Kulturális Napok
- Karcagi Lovasnap és Karcagi Traktoros Ügyességi Verseny

## Karcagról szóló filmek (Karcagról szól vagy Karcagon forgatott Filmek)
- Isten őszi csillaga (1963)
- Talpuk alatt fütyül a szél (1976)
- Szezon (2004)
- A Hortobágy legendája (2007)
- Kunok hazája (2018)

## Nevezetes karcagiak
- Balogh Csilla (sz. 1971) régész
- Dr. Bartha Júlia (sz. 1955) néprajzkutató, turkológus
- Bod László (1920–2001) festő, grafikus
- Dr. Bődi Erzsébet (sz. 1946) néprajzkutató, egyetemi oktató
- Elek György (Ruzicska Ferenc sz. 1961) helytörténész, újságíró, könyvtáros
- Dr. Gaál László (1891–1964) tanár, klasszika-filológus, iranista, a gimnázium igazgatója
- Dr. Gergely János (1925–2008) akadémikus, orvos, biológus, Karcag város díszpolgára
- Gombos Imre (1916–2010) költő, műfordító
- Dr. Györffy István (1912–1999) szemész, a kontaklencse feltalálója, a néprajztudós idősebb fia.
- Dr. Györffy György (1917–2000) történész, akadémikus, egyetemi tanár. Édesapja Dr. Györffy István néprajztudós.
- Győrfi Lajos (sz. 1960) szobrászművész
- Györfi Sándor (sz. 1951) Kossuth-díjas szobrászművész
- Dr. Horváth József (sz. 1935) orvos, 1993-1994 országgyűlési képviselő
- Kabai László (sz. 1959) festő, grafikus,
- Kálmán Sándor (1793–1855) jogász, Jászkun kerületi alkapitány, reformkori politikus
- Dr. Kasuba János (sz. 1938) agrármérnök, országgyűlési képviselő (1994-1998)
- id. Kátai Mihály (1906–1983) festőművész
- ifj. Kátai Mihály (sz. 1935) festő, zománcművész
- Cs. Kovács Imre (1936–1996) szobrászművész
- F. Kovács Sándor (sz. 1968) parlamenti titkár (1994–1996), Jász-Nagykun-Szolnok megye Közgyűlés alelnöke (2006-2010), Jász-Nagykun-Szolnok Megye Közgyűlés elnöke (2010–2018) a Kunszövetség elnöke, 2018-tól Jász-Nagykun-Szolnok megye 3. sz. választókerület országgyűlési képviselője
- Dr. S. Kovács Ilona (sz. 1946) néprajzkutató, ny. főmuzeológus, a Nagykunsági Népművészek Egyesület elnöke
- Kovács Pál (sz. 1963) közgazdász, 2010-től a Nemzeti Fejlesztési Minisztérium helyettes, majd 2014-től államtitkár, 2018-tól a Paksi Atomerő Zrt. Igazgatóság elnöke
- Sz. Nagy István (1949–2012) fazekas, a Népművészeti Mestere, népi iparművész
- Karcagi Nagy Zoltán (sz. 1962) magyarnóta énekes
- Dr. habil. Örsi Julianna (sz. 1950) néprajzkutató, főiskolai tanár, ny. múzeumigazgató, a Jász-Nagykun-Szolnok Megyei Tudományos Egyesület elnöke
- Dr. Pintér Sándor (sz. 1934) orvos professzor, címzetes egyetemi tanár, Karcag díszpolgára
- Somogyi Árpád (1926–2008) szobrászművész
- id. F. Szabó Mihály (1912–2003) fazekasmester, 1956-ban a Népművészet mestere, 1990-ben Karcag város Pro urbe-díj kitüntetettje
- ifj. F. Szabó Mihály (1944–2009) fazekas, a Népművészet Mestere címet 1983-ban kapta.
- Tőkés Sándor (1882–1950) rajztanár, festőművész
- Dr. Szentesi Tóth Kálmán (1875–1946) polgármester
- Dr. Vadai Ágnes, a DK és a frakció alelnöke
- Varga Mihály (sz. 1965) közgazdász, 1990 óta napjainkig országgyűlési képviselő (Jász-Nagykun-Szolnok megye 8. számú választókerülete, majd 2014-től Budapest II-III. kerület), 1998-tól államtitkár, 2001–2002 között pénzügyminiszter, 2013–2018 között nemzetgazdasági miniszter, majd 2018-tól pénzügyminiszter és miniszterelnök-helyettes. 2015-ben az év pénzügyminiszterévé választották Közép-Kelet-Európában.
- Dr. Vikol János (1911–1970) orvos, a WHO rákellenes szekciójának vezetője

### Karcagon születtek
- 1643 körül Carceus Márton orvos
- Kováts Mihály (1724–1779) huszárezredes, az amerikai függetlenségi háború hőse.
- 1812-ben Kacsó Lajos református lelkész
- Kátai Gábor[18] (1831–1878) orvosdoktor, okleveles gyógyszerész, megyei főorvos, a karcagi kórház jelenleg az ő nevét viseli
- 1841 ben Rácz Miklós, földbirtokos
- 1850-ben dr. Lenk Gyula királyi ítélő táblabíró, főispán
- 1852-ben Széll Károly királyi telekkönyvvezető és hírlapíró.
- 1854-ben Ludwig Piszkacsek ( † Bécs 1933) Nőgyógyász orvosprofesszor. Róla nevezték el a terhesség egyik korai jelét.
- 1857-ben Karczag Vilmos (1857–1923) író, publicista, színházi rendező igazgató (bécsi Theater an der Wien).
- 1857-ben Demjén Mari színésznő
- 1860-ban Csontos Imre (1860–1931) gazdálkodó, politikus, országgyűlési képviselő
- 1872-ben Schück Bernát izraelita egyházi író.
- Györffy István (1884–1939) néprajztudós, Néprajzi Múzeum igazgató, tanszékalapító egyetemi tanár, az Magyar Tudományos Akadémia (MTA) tagja.
- Németh Gyula (1890–1976) nyelvész, turkológus, egyetemi tanár, a MTA levelező ( 1922 ), majd 1932-től rendes tagja.
- 1891-ben Gaál László († 1964) klasszika-filológus, egyetemi tanár, a nyelvészeti tudományok kandidátusa
- Kántor Sándor (1894–1989) Kossuth-díjas fazekasmester, Karcag város díszpolgára, a Népművészet Mestere (1953)
- 1906-ban Kiss István, társadalomkutató
- 1909-ben Bojti Imre honvédőrnagy, szövőgyári munkás
- 1912-ben Antalffy Gyula magyar újságíró, művelődéstörténeti író
- 1917-ben Csokai Imre labdarúgó
- Kónya István (1923–2004) vallástörténész, egyetemi tanár
- 1924-ben Czinege Lajos († 1998 ) hadseregtábornok, honvédelmi miniszter
- 1926-ban Bod Teréz († 2000 ) színésznő
- 1926-ban Kölgyesi György († 2002 ) Aase-díjas színész
- 1927-ben Bodnár György Széchenyi-díjas irodalomtörténész, az irodalomtudomány doktora, az MTA Irodalomtudományi Intézete nyugalmazott igazgatója, a Pázmány Péter Katolikus Egyetem Bölcsészettudományi Karának professzor emeritusa.
- 1931-ben Pál József (súlyemelő)
- 1932-ben Csákány Béla matematikus, egyetemi tanár
- H. Tóth Imre (1932–2014) nyelvész, szlavista, egyetemi tanár
- 1936-ban Fejér Csaba festő
- 1937-ben Herskó Ferenc ( Avram Hersko ) kémiai Nobel-díjas orvos, professzor, kutató
- 1939-ben Sebők Margit festőművész
- 1940-ben Cs. Németh Lajos Aase-díjas színész
- 1941-ben Csikos Sándor Kossuth- és Jászai Mari-díjas színész, színházigazgató érdemes és kiváló művész, a Nemzet Színésze
- Mándoky Kongur István (1944–1992) turkológus, turkológus, a kun nyelvemlékek hazai kutatója
- 1944-ben Márkus Ilona magyarnóta-énekes, Megyei Príma-díjas[19]
- Körmendi Lajos (1946–2005) író, költő, újságíró, publicista, Jászkunság folyóirat főszerkesztője, szellemi organizátora volt Karcagnak, Berekfürdőnek, de az egész Nagykunságnak, Barbaricum-Magyarországnak.
- 1946-ban Somogyi György (festő) († 2022 ), festő

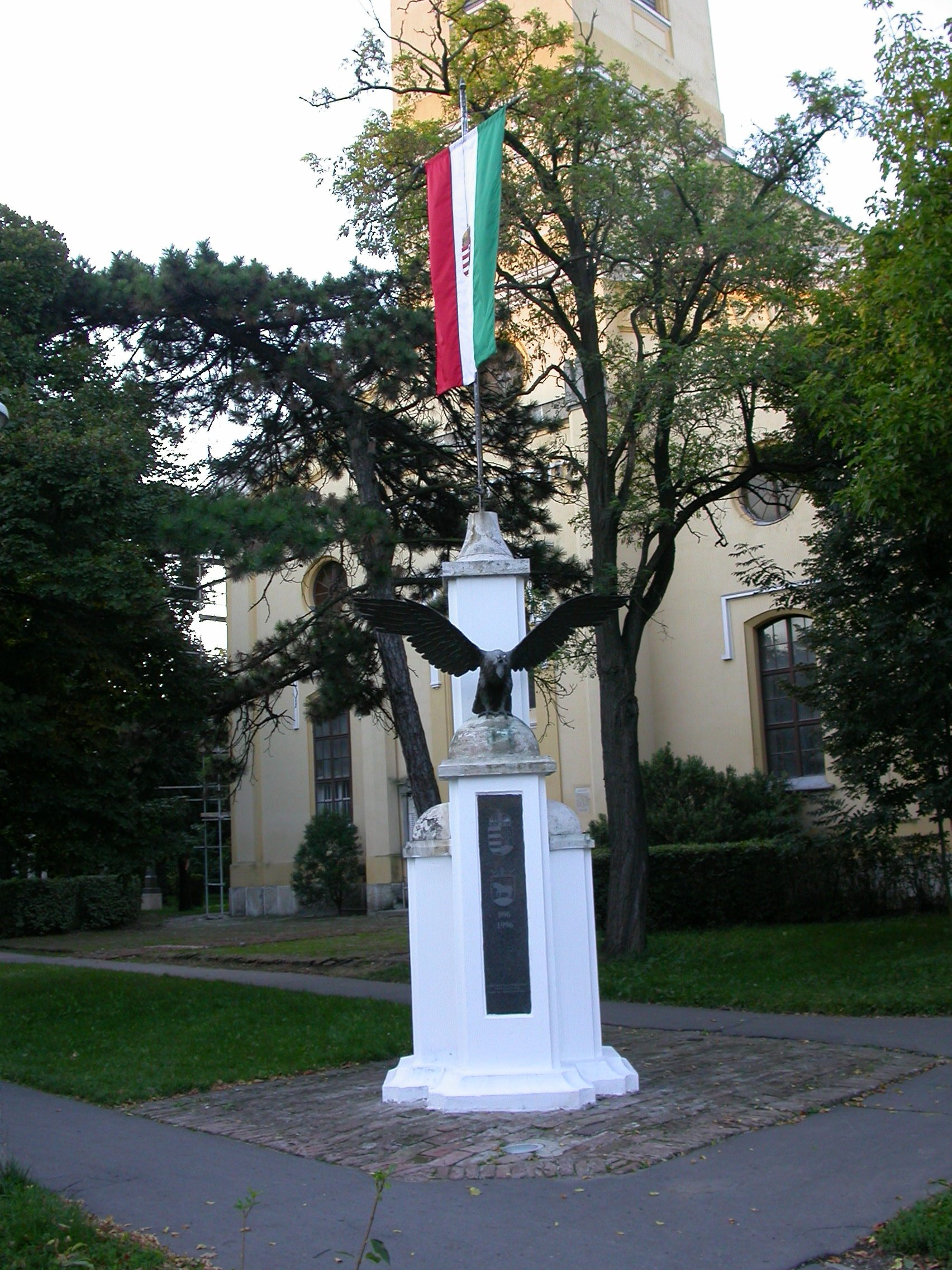
Országzászló

- 1949-ben Csatári Bálint, geográfus, a Nagy-Alföld kutatója
- 1951-ben Palotai Lajos festőművész.
- 1951-ben Györfi Sándor magyar szobrász és éremművész
- 1953-ban Szabó Gábor, gépészmérnök, rektor
- 1953-ban Dobrai Sándorné Nagy Mária üzletasszony
- Szendrei József (1954) válogatott labdarúgó, kapus
- 1960-ban Győrfi Lajos magyar szobrász
- 1961-ben Lovász Irén népdalénekes, a néprajztudomány kandidátusa, egyetemi docens
- 1962-ben Csortos Szabó Sándor fotográfus
- 1963-ban Fazekas Sándor jogász, 1990–2010 között Karcag város polgármestere, 2002-től országgyűlési képviselő (előbb listáról, majd 2014–2018 Jász-Nagykun-Szolnok megye 3. választókerület képviselője), 2010–2014 között vidékfejlesztési miniszter, majd 2014–2018 között földművelésügyi miniszter. Jelenleg is országgyűlési képviselő
- 1963-ban Jámbor József színész, rendező, műfordító
- 1965-ben Varga Mihály volt pénzügyminiszter, jelenleg nemzetgazdasági miniszter, a Fidesz politikusa.
- 1966-ban Mészáros István színész, író
- 1968-ban Ungvári István színész
- 1969-ben Oláh Lajos jogász, politikus, 2006. május 16. és 2011. október 23. között a Magyar Szocialista Párt országgyűlési képviselője, 2011. október 24. óta a Demokratikus Koalíció országgyűlési képviselője
- 1971-ben Orvos-Tóth Noémi klinikai szakpszichológus
- 1973-ban Rusznyák Gábor rendező, színész, zeneszerző, egyetemi adjunktus
- 1974-ben Vadai Ágnes közgazdász, politikus, országgyűlési képviselő, a Demokratikus Koalíció alelnöke.
- 1975-ben Szabó Zita sportoló
- Márkus Judit (1979) színésznő
- 1979-ben Pádár Anita válogatott labdarúgó
- 1979-ben Disznós Imre eskrima mester, világbajnok
- 1981-ben Kovács Dániel Gábor író, drámaíró
- 1983-ban Lukács László György jogász, politikus, országgyűlési képviselő
- 1987-ben Barna Zsolt labdarúgó
- 1991-ben Kele János közgazdász, politikus, sportújságíró
- 1993-ban Talmács Márta szinkronszínész
- 1996-ban Varga Kevin labdarúgó

### Karcagon éltek
- Balogh Péter, püspök
- Bellon Tibor magyar néprajztudós
- Benedek László, polgármester
- Boross Vilmos hírlapíró
- Bozsódi Zsigmond építészmérnök
- Csató Gergely református lelkész
- Cseh János, katolikus pap
- Cserőháti Kovács István, festőművész
- Debreczeni János, kanonok
- Herczeg András, labdarúgó
- Horváth Gyula, színész
- Kádár Imre, számvevő
- Kovács Imre, református gimnáziumi igazgató-tanár
- Könyves Tóth Mihály, lelkész
- Madarász Imre, református lelkész, országgyűlési képviselő
- Mészáros Ferenc, tanár
- Pap Béla, református lelkész
- Papp Mór királyi tanácsos, bíró, törvényszéki elnök, országgyűlési követ, országgyűlési képviselő
- Péter László, irodalomtörténész
- Széll Farkas királyi ítélőtáblai tanácselnök, jogász, író, költő, történész, könyvgyűjtő, régész
- Szűcs Sándor, etnográfus
- Tariska Zoltán református lelkész
- Zay Sámuel orvosdoktor, természettudós
- Zárug Péter Farkas magyar politológus

## Testvérvárosai
- Bácskossuthfalva ( Ómoravica ), Szerbia ( Vajdaság ) ( 1994 )
- Szepsi, Szlovákia ( 1998 )
- Krosno Odrzańskie, Lengyelország ( 2004 )
- Longueau, Franciaország ( 2004 )
- Mérke, Kazahsztán ( 1999 )
- Schwarzheide, Németország ( 2002 )
- Székelykeresztúr, Románia ( 1990 )
- Kunszentmiklós, Magyarország ( 2009 )